# Национальная платёжная корпорация Индии
Национальная платёжная корпорация Индии (хинди भारतीय राष्ट्रीय भुगतान निगम, англ. National Payments Corporation of India) — учреждённая резервным банком Индии материнская компания для государственных платёжных систем.

## История создания
В 2005 году Совет по платёжным и расчётным системам одобрил создание, а резервный банк Индии выпустил документ, включающий предложение о создании материнской компании, объединяющей все розничные платёжные системы страны. Основной целью этого являлась консолидация и интеграция работы нескольких различающихся систем с различными уровнями обслуживания в унифицированный общенациональный и стандартный бизнес-процесс для всех розничных платёжных систем. Другими целями являлись облегчение доступных механизмов платежей для увеличения полезности простым людям и помощь при финансовом присоединении к системе.
Корпорация была зарегистрирована в декабре 2008 года и получила сертификат о коммерческой деятельности в апреле 2009 года. Её уставная деятельность направлена на улучшение работы всех входящих в неё банков и их клиентов. Уставный капитал составлял 3 млрд. рупий (47 млн. долларов США), а платёжный капитал 600 млн. рупий (9,4 млн. долларов), так что компания могла начать создание крупной инфраструктуры и оперировать платёжными сервисами с большими объёмами оборотов в доле действительной стоимости создаваемой структуры.

## Деятельность и перспективы
Корпорация должна была стать функциональным хабом во всех электронных розничных платёжных системах, постоянно расширяющихся с точки зрения многообразия финансовых продуктов, каналов доставки, количества поставщиков услуг и различных технологических решений. Её деятельность сертифицирована по трём стандартам: PCI DSS (безопасность платёжных карт), ISO 27001 (информационная безопасность) и ISO 22301 (непрерывность бизнеса), не считая стандарта ISO 9001 (управление качеством).
Корпорация успешно завершила крупный проект по разработке национальной платёжной карточной системы, названной RuPay. Она символизирует прежде всего возможность банковского сектора построить свою карточную схему, таким образом сводя к минимуму зависимость от международных платёжных систем. Карты RuPay в настоящее время принимаются во всех банкоматах, POS-терминалах и торговых точках электронной коммерции государства. Разновидность этих карт под названием Kisan Card также выдаются всеми банками государственного сектора в дополнение к основным дебетовым картам, которые эмитируются 43 банками. Более 200 Кооперативных банков и региональных сельскохозяйственных банков также эмитируют банкоматные карты RuPay. Различными банками выпущено уже свыше 75 миллионов карт этой платёжной системы и прирост эмиссии составляет около 3 миллионов штук в месяц.
Карточная схема RuPay похожа на многие национальные платёжные системы в мире, одной из которых является China UnionPay в Китае. Там она внедрялась в течение нескольких лет, выпустив указание о проведение всех транзакции внутри страны через национальную карточную систему. Теперь карты China UnionPay принимаются в 26 странах мира с 1,8 млрд. эмитированных карт и большей частью платежей, производящихся в пределах Китая. Хотя национальная платёжная система Индии не может получить такой поток карточных транзакций в своей стране, но и не является далёким будущим, если все банки работают в режиме кооперирования. В перспективе система RuPay может достичь масштабов China UnionPay, превзойдя её по качеству обслуживания и путём предоставления финансовых продуктов и услуг следующих поколений.

## Организация
На сегодняшний день ядро корпорации представляют 10 банков: Национальный банк Индии, Национальный банк Пунджаб, Canara Bank, Bank of Baroda, Объединённый банк Индии, Банк Индии, ICICI Bank, HDFC Bank, Citibank и HSBC. Совет состоит из председателя Balachandran M., выдвинутого из Резервного банка Индии, а также из лиц, выдвинутых 10 крупнейшими банками корпорации, и A. P. Hota, являющегося директором компании и её главным исполнительным директором. Совет по регулированию и надзору за платёжными и расчётными системами на своём заседании, состоявшемся 24 сентября 2009 года, утвердил принципальную выдачу корпорации разрешения на управление различными розничными платёжными системами в стране и предоставил сертификат полномочий для управления национальной банкоматной сетью Индии с вступлением полномочий в силу с 15 октября 2009 года. Корпорация предписала своим чиновникам взять управление операциями банкоматной сети с 14 декабря 2009 года. Регламент членства и правила охватывали все банки страны в качестве членов корпорации, так что после запуска общегосударственной платёжной системы в неё должны будут включены все банки на стандартизированной платформе.
Технический консультативный комитет также включал в себя двух профессоров из Индийского института технологий в Бомбее, N. L. Sarda в качестве председателя и G. Sivakumar в должности заместителя председателя комитета. Другими членами этого комитета являлись лица, занимавшие должности заместителей или помощников генеральных директоров банков.

## Сервисы
Сервисный портфель корпорации в настоящем и в будущем включает в себя:
- National Financial Switch[англ.] — банкоматная сеть Индии с 188600 (на январь 2015 года) банкоматами от 90 банков-членов корпорации и 228 банков суб-членов.[2]
- Сервис мгновенных платежей, предоставляемый 71 банком-участником с более 74,5 млн. зафиксированных идентификаторов мобильных платежей и 6,5 млн. транзакций.
- Национальная автоматическая клиринговая система, закрывающая одновременно операции примерно 400 банков.
- Система авторизации платежей, обслуживающая одновременно свыше 358 банков.
- Клиринговая система чеков Индии[англ.]
- RuPay, национальная платёжная система Индии с более 75 млн. выпущенных банковских карт и десятками миллионов платёжных терминалов по всей стране.
- Идентификационный орган правительства Индии, взаимодействующий с 36 банками.